# 锆石导弹
锆石导弹（羅馬化：Tsikron；北約代號：SS-N-33）是俄罗斯研发的高超音速武器，至2022年开始投入量产，並於兩年後在俄羅斯入侵烏克蘭期間首次應用。是俄罗斯投入实战的的2种高超音速导弹之一。 
据今日俄罗斯报道，该导弹是世界上第一种高超音速巡航导弹，锆石导弹能够以9倍音速的速度飞行，打击1000公里以外的水上和地面目标，该導彈将装在舰船和潜艇上。

## 历史
锆石导弹原型于2012年至2013年首次试射，2016年锆石导弹首次试射成功，2020年完成锆石导弹国家试验。2020年至2021年间装备俄海军。2021年10月4日，俄罗斯国防部宣布锆石高超音速导弹的水面、水下试射取得成功。2021年12月24日，俄军又齐射锆石高超音速巡航导弹。並在烏克蘭投入實戰。

## 性能[21]
与大多数俄罗斯导弹不同，锆石导弹的部分性能数据是官方机密。测试飞行距离一般是 400-450 公里，很少超过 1000 公里，戈尔什科夫海军上将巡洋舰告诉塔斯社，该导弹的发射距离最远可达 1500 公里。
据报道，锆石导弹改变弹道不仅可以在高度上机动，还可以在平面上机动。这使得它更难以被发现和击败。锆石导弹在6马赫速度飞行时弹头前前面会形成一团吸收无线电波热等离子体云，使飞行的导弹对所有舰载雷达都不可见。而且虽然弹头比P-800小，据称重200公斤，但“锆石”的破坏能力要高得多。高超音速使得重达数吨且没有弹头的导弹能够轻松摧毁一艘中型战舰并穿透一艘航空母舰。

## 部署
2016年2月19日，俄罗斯宣布计划在俄罗斯重型核动力导弹巡洋舰“彼得大帝”号上部署“锆石”高超音速反舰导弹。2024年3月份，俄軍自克里米亞利用锆石导弹襲擊位於首都的烏克蘭安全局等重要政府設施，但一枚導彈被擊落，相對於匕首，锆石的速度達到前者兩倍，並可以自力持續這個速度，乘波體外觀細節從未公布，此次為第二種高超音速武器被擊落，也是首次發現這種類型的導彈。